# Арцеліно Мазарі
Арцеліно «Ліно» Мазарі (нім. Arzelino «Lino» Masarié; 10 жовтня 1912, Нюрнберг — 9 серпня 1944, Радзимін) — німецький офіцер, штурмбанфюрер СС. Кавалер Лицарського хреста Залізного хреста.

## Біографія
Син робітника-італійця. В 1933 році вступив у НСДАП (партійний квиток № 2 779 402) і СС (посвідчення № 71 687). В кінці 1934 вступив на службу в охоронний підрозділ концтабору Дахау. З жовтня 1939 року — командир автомобільного відділу 3-го батальйону 1-го полку СС «Мертва голова» «Верхня Баварія». Як офіцер дивізії СС «Мертва голова» брав участь у Французькій кампанії і боях на радянсько-німецькому фронті.
27 лютого 1943 року Мазарі (на той момент — командир 3-го розвідувального батальйону СС) дістав завдання знайти останки командира дивізії Теодора Айке. Не зважаючи на запеклий опір радянських солдатів, есесівці змогли дістатись до збитого літака, на якому летів Ейке, і забрати останки командира, його ад'ютанта і пілота. Окрім цього, на зруйнованій зенітній позиції Червоної армії були знайдені вкрадені у загиблих німців нагороди.
14 березня 1943 року Мазарі разом із своїм порівняно слабким батальйоном за власною ініціативою захопив село Липці, яке обороняли сильніші радянські частини. В ході бою есесівці знищили або захопили 1 танк, 8 бронеавтомобілів, 28 легких транспортних засобів, 3 трактори, склад артилерійських і мінометних боєприпасів і 8000 літрів дизельного пального, а також вбили близько 100 червоноармійців.
На початку серпня Мазарі був важко поранений під час Варшавського повстання. Він був доставлений у лазарет в Західній Пруссії, де помер від отриманих ран.

## Звання
- Унтерштурмфюрер СС (20 квітня 1936)
- Оберштурмфюрер СС (20 квітня 1940)
- Гауптштурмфюрер СС (20 квітня 1942)
- Штурмбаннфюрер СС (9 листопада 1943)

## Нагороди
- Залізний хрест
  - 2-го класу (1 липня 1940)
  - 1-го класу (25 вересня 1941)
- Нагрудний знак «За участь у загальних штурмових атаках»
- Нагрудний знак «За поранення» в сріблі — всього отримав щонайменше 3 поранення.
- Німецький хрест в золоті (30 липня 1942) — як командир 1-го ескадрону 3-го розвідувального батальйону СС панцергренадерської дивізії СС «Мертва голова».
- Медаль «За зимову кампанію на Сході 1941/42»
- Лицарський хрест Залізного хреста (3 квітня 1943) — за хоробрість, проявлену під час повернення останків Теодора Айке і захоплення села Липці.